# Forbes (gruppe)
Forbes var et svensk danseband i 1970'erne. De repræsenterede Sverige i Eurovision Song Contest 1977 med sangen Beatles.